# Ígor Nikitin
Ígor Nikitin   (Komsomolsk de l'Amur, 29 de febrer de 1952) és un aixecador rus que va competir sota bandera soviètica durant les dècades de 1970 i 1980.
El 1980 va prendre part en els Jocs Olímpics d'Estiu de Moscou, on va guanyar la medalla de plata en la categoria del pes tres-quarts pesant del programa d'halterofília.
En el seu palmarès també destaquen dues medalles de plata, una al Campionat del món d'halterofília de 1980 i una altra al Campionat d'Europa d'halterofília de 1978. El 1977 va guanyar la Copa Soviètica i el 1980 el campionat soviètic de la seva categoria. Durant la seva carrera va establir cinc rècords mundials.
Una vegada finalitzada la seva carrera esportiva, el 1984, passà a exercir tasques d'entrenador, primer de l'equip de halterofília de l'exèrcit soviètic, i de 1994 a 1998 de l'equip nacional rus, sent-ne l'entrenador principal als Jocs d'Atlanta de 1996.